# Хенри Костър
Хенри Костър (на английски: Henry Koster е американски филмов режисьор, сценарист и кинопродуцент. 

## Биография
Хенри Костър е роден в Берлин, Германска империя, родителите му се евреи. Запознава се с киното около 1910 г., когато чичо му отваря киносалон в Берлин. Майката на Костър свири на пиано, за да акомпанира на филмите, оставяйки момчето да се занимава с гледане на филми. След като първоначално работи като писател на разкази, Костерлиц е нает от берлинска филмова компания като сценарист, като става асистент на режисьора Къртис Бернхард. Един ден Бернхард се разболява и помоли Костерлиц да поеме поста директор.

### Кариера
През 1932 г. Костър режисира първия си филм в Берлин, комедията „Теа Роланд“. Повреме на режисирането на втория си филм „Грозното момиче“ (Das häßliche Mädchen), става обект на антисемитизъм и знае, че трябва да напусне. Той изгубва нервите си срещу служител на Щурмабтайлунг в банката му по време на обяд и нокаутира полицая. Костър напуска Германия и отива във Франция, където е нает отново от Бернхард (който емигрира по-рано). В крайна сметка Костър заминава за Будапеща, където среща и се оженва за Като Кирали (Kató Király) през 1934 г. В Будапеща отново се среща с продуцента Джо Пастернак, който представлява Юниверсъл (Universal) в Европа и режисира три филма за него.
През 1936 г. Костър получава договор за работа с Юнивърсъл пукчърс в Холивуд и пътува до Съединените щати, за да работи с Пастернак, други бежанци и съпругата му. Въпреки че Костър не говори английски, той убеждава студиото да му позволи да направи „Три умни момичета“ (Three Smart Girls), за което той лично упражнява 14-годишната звезда Диана Дърбин. Този филм има голям успех и изважда Юнивърсъл от фалит.
Въпреки че Костер никога не е печелил награда Оскар, той режисира шест различни актьори номинирани за Оскар: Сесил Келауей, Лорета Йънг, Селесте Холм, Елза Ланчестър, Джозефин Хъл, Джеймс Стюарт и Ричард Бъртън. Хъл спечели Оскар за най-добра поддържаща женска роля за Харви (1950).

### Смърт
След като се оттегля от киното в Leisure Village в Камарило, Калифорния, той рисува серия от портрети на филмовите звезди, с които е работил.
Хенри Костър умира от рак на черния дроб в Камарильо, Калифорния. 

## Избрана филмография
| Година | Филм              | Оригинално заглавие |
| ------ | ----------------- | ------------------- |
| 1941   | В началото бе Ева | It Started with Eve |
| 1950   | Харви             | Harvey              |
| 1953   | Плащеницата       | The Robe            |